# Afroguatteria
Afroguatteria, biljni rod iz porodice Annonaceae smješten u tribus Uvarieae. Postoje dvije priznate vrste, endemi iz DR Konga i Cabinde.

## Vrste
1. Afroguatteria bequaertii (De Wild.) Boutique
2. Afroguatteria globosa C.N.Paiva; Cabinda